# Josep Torrents i Casals
Josep Torrents i Casals (Santa Coloma de Gramenet, 1872 - Badalona, 28 d'octubre de 1900) va ser un soldat i insurrecte carlí català.
Va nàixer en una família de pagesos carlins, fill del masover del mas Ventós, Francesc Torrents, i de Margarida Casals. Combatent en la Guerra hispano-estatunidenca de 1898, pertanyia al regiment del Rei núm. 1 d'Infanteria, i es distingia per l'exaltació amb què defensava les idees carlines. Va ser repatriat a causa d'haver contret una greu malaltia.
La nit del 28 d'octubre de 1900 va capitanejar una partida d'uns 60 carlins armats que van atacar la caserna de la Guàrdia Civil de Badalona, en l'anomenat Alçament de Badalona o "Octubrada", resultant mort en el tiroteig. Van entrar a la població, de fet, per cobrar un tribut a l'alcalde, però les autoritats havien estat advertides. Aquesta acció, que pel que sembla, no va ser ordenada per Carles de Borbó, va incitar l'aixecament d'algunes partides en altres parts de Catalunya com Berga, Igualada i Manresa, així com en algunes zones del País Valencià.
Després de ser abatut, els guàrdies civils van registrar el seu cadàver, trobant en les seues butxaques 15 duros en bitllets, 21 pessetes en plata i un document que deia:
| « | «He recibido del alcalde de Badalona ... pesetas, que le serán reintegradas cuando ocupe el solio de sus antepasados la majestad del rey Carlos.— Tubado, teniente habilitado.— Badalona 28.» | » |

El juny de 1901 es va celebrar a Badalona un funeral en la seua memòria al que assistiren nombroses persones.